# Asău
Asău est une commune roumaine située dans le județ de Bacău.